# Tert-아밀 알코올
tert-아밀 알코올(영어: tert-amyl alcohol, TAA) 혹은 2-메틸뷰탄-2-올(영어: 2-methylbutan-2-ol, 2M2B)은 펜탄올으로부터 갈라진 물질이다.
역사적으로 TAA는 마취제로 사용됐으며, 최근에는 에탄올과 비슷하게 유흥용 의약품로 쓰인다. 그 이유는 TAA 에탄올과 마찬가지로 GABAA에 대해 양성 알로스테릭 조절제이기 때문이다. 이는 TAA가 GABAA 수용체와 간접적으로 상호작용함으로써 중추신경계 내에 진정 작용을 일으킨다는 것을 의미한다.
TAA는 타는 듯한 맛과 매우 불쾌한 냄새를 가진 무색 액체로서, 파르알데히드와 유사한 것으로 묘사되어 왔다. TAA는 발효를 통해 생성 될 수도 있지만, 주로 다른 방법을 통해 생산된다. TAA는 실온에서 액체 상태이기 때문에 tert-부틸 알코올 대신 용매로 사용하기도 한다.

## 생성

### 산업, 공업분야
TAA는 주로 산성 촉매가 있을 때, 2-메틸-2-뷰텐이 수화되며 생성된다.

### 자연 발생
TAA는 퓨젤 알코올에 속하는데, 퓨젤 알코올은 곡물의 발효 부산물이다. 그래서 많은 알코올 음료에 소량의 TAA가 존재한다. 또한 TAA는 베이컨, 카사바, 루이보스 차 등에서도 소량이 발견되었다.

## 역사
TAA는 약 1880년부터 1950년까지 사이에 아밀렌 하이드레이트라는 현대적인 이름을 가지고 마취제로 사용되었다. 1930년대에, TAA는 주로 TBE(트리브로모에탄올) 용매로 사용되었으며, TAA 대 TBE, 0.5:1 부피 비율로 아베르틴을 생성했다. TAA는 보다 효율적인 약물이 존재했기 때문에 수면제로는 거의 사용되지 않았다. 아베르틴이라는 이름은 현재 윈스롭 연구소에서 만든 TAA 및 TBE 솔루션의 브랜드 이름이다.
TAA와 같은 3차 알코올은 일반적으로 독성을 가진 알데하이드 또는 카복실산 대사물로 산화되지 않는다. (예를 들면, 아세트알데히드, 포름산 이 둘과 에탄올, 메탄올의 사이가 있다.)
TBE와 TAA 용액은 여전히 실험용 생쥐와 쥐의 마취제로 사용된다.
TAA는 요즘들어 유흥용 의약품으로 사용된다.

## 효과
TAA를 섭취 또는 흡입함으로써 에탄올과 유사한 다행감, 진정제, 항경련제의 효과를 일으킨다. TAA를 섭취 또는 흡입했을 때, 약 30분 후에 약효가 드러나기 시작하며, 최대 1~2일간 지속된다. TAA를 2~4g 이상 먹게되면 의식 불명을 유발한다. 에탄올을 약 100g 또는 127ml 정도를 섭취 또는 흡입해야 유사한 수준의 의식 불명을 유발한다.

## 과다 복용 및 독성
사람의 TAA 최소 치사량은 30mL이다.
과다 복용시 알코올 중독과 비슷한 증상을 나타내며, 치명적인 호흡곤란으로 나타나는 진정제/우울제 특성 때문에 의료계는 비상이 걸렸다. 쥐의 LD50은 1g/kg이며, 생쥐의 LD50은 2.1g/kg이다.
TAA의 과다 복용은 의식 상실, 호흡성 산증 및 대사성 산증, 빠른 심장 박동, 고혈압, 동공 수축, 혼수상태, 호흡 억제를 불러 죽음으로 이어질 수 있다. 과다 복용하고 이에 때른 호흡 저하가 온 사람은 호흡기에 기관을 꽂은 다음 펌프로 인공호흡을 실시함으로써 생존할 수 있다.

## 물질대사
쥐에서 TAA는 주로 글루크론산화 또는 2-메틸-2,3-뷰테인디올로 산화되는 과정을 통해 대사된다. 사람도 똑같은 과정을 거치는 것 같지만, 오래된 자료들은 TAA가 대사과정을 거치지 않고 배출된다고 추정한다.
|  |

TAA 복용은 일반적인 에탄올 검출 실험이나 다른 일반적인 약물 검출 실험에서는 검출되지 않는다. TAA는 복용후 최대 48시간 이내에 혈액, 소변 샘플을 가스크로마토그래피 - 질량 분석법을 사용하여 검출 할 수 있다.

## 같이 보기
- 알코올